# Francisco Maldonado De Silva
Pour les articles homonymes, voir Francisco Silva et Silva.
Francisco Maldonado De Silva (San Miguel, 1592 - Lima, 1639) est un médecin et chirurgien péruvien marrane qui a défié l'inquisition en retournant ouvertement au judaïsme et en rédigeant des pamphlets antichrétiens.
Fils d'un « nouveau chrétien » (c'est-à-dire un descendant de Juifs convertis au christianisme en 1391 ou en 1492) et d'une « vieille chrétienne » (c'est-à-dire chrétienne de souche), il choisit d'adopter le judaïsme caché de son père puis d'effectuer un retour public au judaïsme. Livré par sa propre famille à l'Inquisition, il persiste dans ses croyances, résistant à toute tentative de le regagner au christianisme, rédigeant de nombreux pamphlets et tentant de convertir ses compagnons de geôle.
Il meurt sur le bûcher le 23 janvier 1639, devenant un martyr pour les marranes.

## Retour au judaïsme
Francisco Maldonado De Silva naît vers 1592 à San Miguel, dans la province du Tucuman au Pérou, et y reçoit le baptême. Son père, Diego Nuñez de Silva, et son frère, Diego de Silva, avaient été soupçonnés de judaïser en secret avant d'être « réconciliés » par l'Inquisition le 13 mars 1605. Selon sa propre déposition, sa mère, Doña Alonza Maldonado, et tous ses ascendants étaient chrétiens de souche.
Francisco participe à la messe jusqu'à l'âge de dix-huit ans et semble avoir été dans l'ensemble un catholique fervent, jusqu'à une visite qu'il effectue chez son père à Callao où il a l'occasion de lire le Scrutinium Scripturarum de Paul de Burgos, un violent pamphlet anti-judaïque qui par réaction déterminera son évolution religieuse. Son père, qui est un médecin instruit, l'encourage à étudier la Bible et lui confesse secrètement son adhésion à la foi mosaïque. Francisco étudie la médecine à l'université San Marcos de Lima et, après la mort de son père, s'installe en 1619 à Santiago du Chili. Il exerce comme médecin à l'hôpital de la ville et y devient un notable aisé. Il a alors choisi de revenir aux rites juifs, tout en se conformant en apparence aux cérémonies de l'Église catholique.
Cependant, tandis que grandit son refus de « ce qui fait le marranisme, la scission entre le masque des apparences et la foi secrète du for intérieur », il tente de convertir au judaïsme sa sœur Isabel. Celle-ci confie le secret de la conversion de son frère à sa sœur aînée, Doña Felipa de Maldonado, qui est une “béate” de la Compagnie de Jésus, laquelle dénonce à l'inquisition son frère comme hérétique judaïsant. Son arrestation est décidée le 12 décembre 1626 et il est appréhendé le 29 avril 1627.
Dès son emprisonnement, un moine est désigné pour le raisonner et pour essayer de le faire revenir à la foi chrétienne. Ensemble, ils analysent les textes sacrés, mais toutes les tentatives de le ramener dans le giron de l'Église catholique se soldent par autant d'échecs.
Francisco est alors transféré dans une autre prison et un deuxième dignitaire de l'église, « érudit en droit », est chargé une fois de plus de le convaincre, mais sans succès. Francisco reste inflexible et se déclare Juif croyant : « Je me soucie peu que tout le monde le sache. Qu'ils viennent et qu'ils me brûlent. Ceux qui meurent ainsi ne meurent pas, car Dieu, l'Éternel, les garde en vie à jamais ; et je proclamerai ceci allègrement sur le bûcher ». Il refuse de manger du porc, jeûne quarante jours dans l'attente de la venue du Messie, observe rigoureusement le chabbat et étudie la Bible hébraïque avec ses commentaires en hébreu et en latin. Lors de ses nombreuses auditions devant le tribunal il cite de longs passages de son livre de prières juives qu'il a soigneusement caché sur lui. Une de ses déclarations ultérieures indique qu'il s'est circoncis lui-même avec une paire de ciseaux chez lui à Santiago du Chili, en l'absence de sa femme, Doña Isabel Otanez, et qu'étant un chirurgien expérimenté, il s'est cicatrisé avec du blanc d'œuf et des onguents. Il s'impose toutes sortes de pénitences et pratique les jeûnes et les fêtes juives fidèlement. Désireux de convertir sa sœur, il écrit à son intention un commentaire de la Bible qu'il traduit en Espagnol. En réponse à ses railleries menaçantes, il s'exclame : « Et si j'avais un millier de vies, je les perdrais avec joie au service du Dieu vivant ».

Quelques fragments de ses écrits ont été conservés, notamment cet extrait d'une lettre à la synagogue de Rome, qui exprime sa motivation principale : 

« Sachez, très chers frères, qu'il ya a 23 ans, étant âgé de 18 ans, j'ai appris la vraie Loi que le Seigneur notre Dieu a donnée dans les mains de son serviteur Moïse. Et quoique je l'observais, extérieurement cependant je faisais semblant, par peur des chrétiens, de respecter la leur : en quoi je confesse avoir gravement péché, ainsi qu'à l'égard d'autres commandements, car il ne faut craindre que Dieu seul, et chercher ouvertement la vérité de sa justice sans crainte des hommes. »

## Tentatives pour le reconquérir
Un grand nombre de théologiens, professeurs d'université et hommes d'église, « les plus érudits du royaume », reçoivent comme instruction des juges d'argumenter avec Francisco concernant les fondements de la foi et les « sophismes » du judaïsme. Mais après une longue série de disputations, quinze en tout, s'étendant sur une période de près de douze ans (1627 à 1638), qui, selon l'accusation officielle, ont « plus montré une démonstration arrogante de son génie et de la sophistique que son désir d'embrasser la sainte foi catholique », la tentative de le récupérer est abandonnée. Pendant toutes ces années, il détaille diligemment « ses griefs contre la religion du Christ », en rédigeant des traités et des commentaires "in-duodecimo et in-quarto", en espagnol et en latin, « écrits en superbes caractères minuscules, avec de l'encre faite avec du charbon, et avec, comme plume, la patte courbée d'une poule. Les textes sont brochés ensemble avec une telle dextérité qu'ils ressemblent à des pamphlets en provenance d'un libraire. » Un de ces traités contient cent feuilles et un autre cent trois feuilles ; le titre d'un troisième peut se traduire en français par : « L'étoile des Juifs, par son autre nom Silva, indigne du Dieu d'Israël ».
Tous ces écrits sont confisqués par le tribunal bien que Francisco, lors de plusieurs auditions, demande qu'on les lui restitue. Le 26 janvier 1633 il est condamné à la peine de mort.
Après sa mort, il est considéré comme « l'un des plus fameux martyrs de l'histoire des judaïsants du Nouveau Monde ».

## Conversion de camarades prisonniers
Peu après se produit un incident dramatique. Bien qu'affaibli par un jeûne de quatre-vingts jours, consumé par un zèle religieux, Francisco trouve le moyen de se balancer par une ouverture de sa cellule au moyen d'une corde fabriquée avec des tiges de maïs, qui lui servaient de pain. Il ne cherche pas à s'échapper mais à pénétrer dans deux cellules où sont enfermés, dans l'attente de leur procès, des citoyens riches et influents de Lima accusés d'être judaïsant. Il convertit au judaïsme deux Catholiques et leur fournit des lettres de recommandation pour les responsables de la synagogue de Rome. Son action semble avoir été très efficace, car les juges se plaignent spécifiquement de « l'hérésie prosélyte dans le donjon du saint et béni tribunal » causée par la tentative de Francisco. Il en résulte, le 11 août 1635, une arrestation massive des plus importants marchands de Lima et leur emprisonnement pour être judaïsant. Le 23 janvier 1639, lors de l'autodafé le plus coûteux et le plus resplendissant dans les annales du Pérou, onze personnes, accusées d'avoir conservé des pratiques juives, sont envoyées au bûcher. Tous sont vêtus en sambenito, la casaque jaune des condamnés, à l'exception de l'obstiné Francisco, qui, "un simple paquet d'os," pâle et émacié, avec de long cheveux et une longue barbe, et avec ses traités controversés liés autour du cou, s'exclame au moment de périr dans les flammes : « Ceci est la volonté de Dieu. Je vais voir le Dieu d'Israël face à face. »